# Малые Кляри
Ма́лые Кляри (тат. Кече Кариле) — деревня в Камско-Устьинском районе Республики Татарстан, в составе Большекляринского сельского поселения.

## Этимология названия
Топоним произошёл от татарского слова «кече» (малый) и ойконима «Кариле» (Кляри).

## География
Деревня  находится на реке Сухая Улема, в 28 км к западу от районного центра, посёлка городского типа Камское Устье.

## История
Окрестности деревни были обитаемы в период Волжской Булгарии, о чём свидетельствует археологический памятник: Малокляринское кладбище (булгарский памятник золотоордынского периода).
Основание деревни Малые Кляри относят к концу XVI века.
В сословном плане, в XVIII веке и вплоть до 1860-х годов жителей деревни причисляли к государственным крестьянам. Их основными занятиями в то время были земледелие, скотоводство.
По сведениям из первоисточников, в начале XX столетия в деревне действовали мечеть, мектеб.
С 1930 года в деревне работали коллективные сельскохозяйственные предприятия, с 2003 года — сельскохозяйственные предприятия в форме ООО.
Административно, до 1920 года деревня относилась к Тетюшскому уезду Казанской губернии, с 1920 года — к  кантонам ТАССР, с 1930 года (с перерывом) — к Камско-Устьинскому району Татарстана.

## Население
Национальный состав
Согласно результатам переписи 2002 года, в национальной структуре населения села татары составляли 100% из 105 человек.

## Социальные объекты
Клуб, фельдшерско-акушерский пункт.